# Purificació (religió)

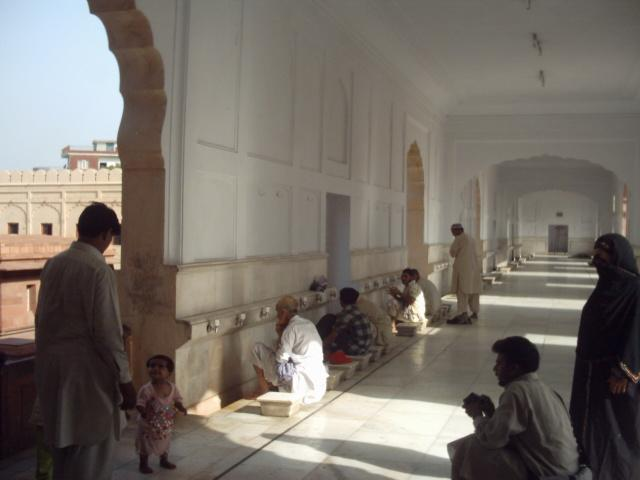
Purificació per ablució a la mesquita de Lahore (Pakistan)

Hom anomena purificació, en un context religiós, a l'acció i efecte de tornar al cos la seva puresa. Hom hi recorre com a mesura de neteja, normalment com a símbol de la puresa de l'ànima en certes cerimònies religioses.
La purificació estava molt estesa entre els hebreus, grecs i romans. En casos extraordinaris, s'immolava a un home entenent que la mort purificava tot un poble. Els reus d'assassinat, adulteri, incest, etc. eren sotmesos a purificacions especials.
Amb la mateixa finalitat de purificació es pren aigua beneïda en entrar a una església i en fa aspersions el sacerdot, pràctiques que entre els musulmans tenen equivalent en les ablucions.